# Варси
Это статья о коммуне. Об американской актрисе Варси читай статью Варси, Дайан
Варси (итал. Varsi) — коммуна в Италии, располагается в регионе Эмилия-Романья, подчиняется административному центру Парма.
Население составляет 1520 человек, плотность населения составляет 19 чел./км². Занимает площадь 79 км². Почтовый индекс — 43049. Телефонный код — 0525.